# Jean-Baptiste-Charles Wartelle de Retz
Pour les articles homonymes, voir Wartelle et Retz.
Jean-Baptiste Charles Wartelle de Retz (3 avril 1801, Douai - 25 juillet 1884, Arras), est un homme politique français.

## Biographie
Propriétaire à Arras, il fut porté, aux élections du 13 mai 1849, sur la liste des candidats monarchistes à l'Assemblée législative dans le Pas-de-Calais, et élu représentant de ce département. Il siégea à droite et opina avec la majorité antirépublicaine. 
Membre du conseil général du Pas-de-Calais, adjoint au maire d'Arras, administrateur des hospices, il ne brigua aucune fonction politique sous l'Empire, et fut réélu, le 8 février 1871, représentant du Pas-de-Calais à l'Assemblée nationale, le 5e sur 15, par 139,356 voix sur 149,532 votants. Il prit encore place à droite et ne se représenta pas aux élections suivantes.

## Sources
- « Jean-Baptiste-Charles Wartelle de Retz », dans Adolphe Robert et Gaston Cougny, Dictionnaire des parlementaires français, Edgar Bourloton, 1889-1891 [détail de l’édition]